# New Dawn Fades
『New Dawn Fades』はイギリスのロックバンドジョイ・ディヴィジョンの1979年のデビュー・アルバムアンノウン・プレジャーズの収録曲。この曲は、前奏曲「Insight」から後ろ向きかつ大幅に変更されたサンプルで始まり、おそらくマーティン・ハネット によってポストプロダクションで追加された。
この曲はバーナード・サムナーによる上昇するギター・リフと、ピーター・フックによる下降するベース・リフに頼っている。曲は全体を通して同じ進行を使用するが、曲が進行するにつれて激しさを増し、イアン・カーティスが「Me, seeing me this time, hoping for something else」と歌いながらピークに達し、ギターソロで終わる。この曲は、アンノウン・プレジャーズの第1面(A面)を締めくくる。また、この曲は2つの異なるギターが演奏される、ジョイ・ディヴィジョンの数少ない曲の1つであり、1つは歪んだギター、もう1つはクリーンなエレクトリック・ギターがギター・コードから音符をピッキングしている。

## カバー版
モービーによってカバーされ、彼は後にニュー・オーダーの24アワー・パーティー・ピープルサウンドトラックのカバーに出演した。レッド・ホット・チリ・ペッパーズのギタリスト、ジョン・フルシアンテのバージョンもある。アンビエント・テクノのen:The Sight Belowは、en:Tiny VipersのJesy Fortinoのボーカルをフィーチャーし、セカンド・アルバムen:It All Falls Apartでカバーした。
Rheinallt H Rowlandsは、この曲のウェールズ語版、Gwawr Newydd Yn Cilioを録音した。

## 大衆文化において
「New Dawn Fades」は、いくつかの映画で取り上げられている。
- 1995年の映画「ヒート」では、モービーのカバー版のインストゥルメンタル版がアル・パチーノとロバート・デ・ニーロの映画の中の最初の会合に至るまでのカーチェイス中に再生される。
- ジョイ・ディヴィジョンのオリジナル版は、2005年蝋人形の館 (映画)のリメイクで使用され、ライブ版は2006年度アカデミー賞ノミネート作品en:Reprise (film)でフィーチャーされた。
- Batman Year One SoundtrackでChristopher Drakeがインストゥルメンタル版をプロデュースした。
- 最近では、デンゼル・ワシントン主演、アントワーン・フークア監督の2014年の映画イコライザーのサウンドトラックで使用された。それは「en:ACAB - All Cops Are Bastards」のサウンドトラックに収録されている。